# Couillard (typographie)
Pour les articles homonymes, voir Couillard.
Le couillard, ou couyard, est un filet typographique mince qui sépare les textes dans une composition. Par extension, le mot désigne aussi un cul-de-lampe.